# قائمة البعثات الدبلوماسية في إيران

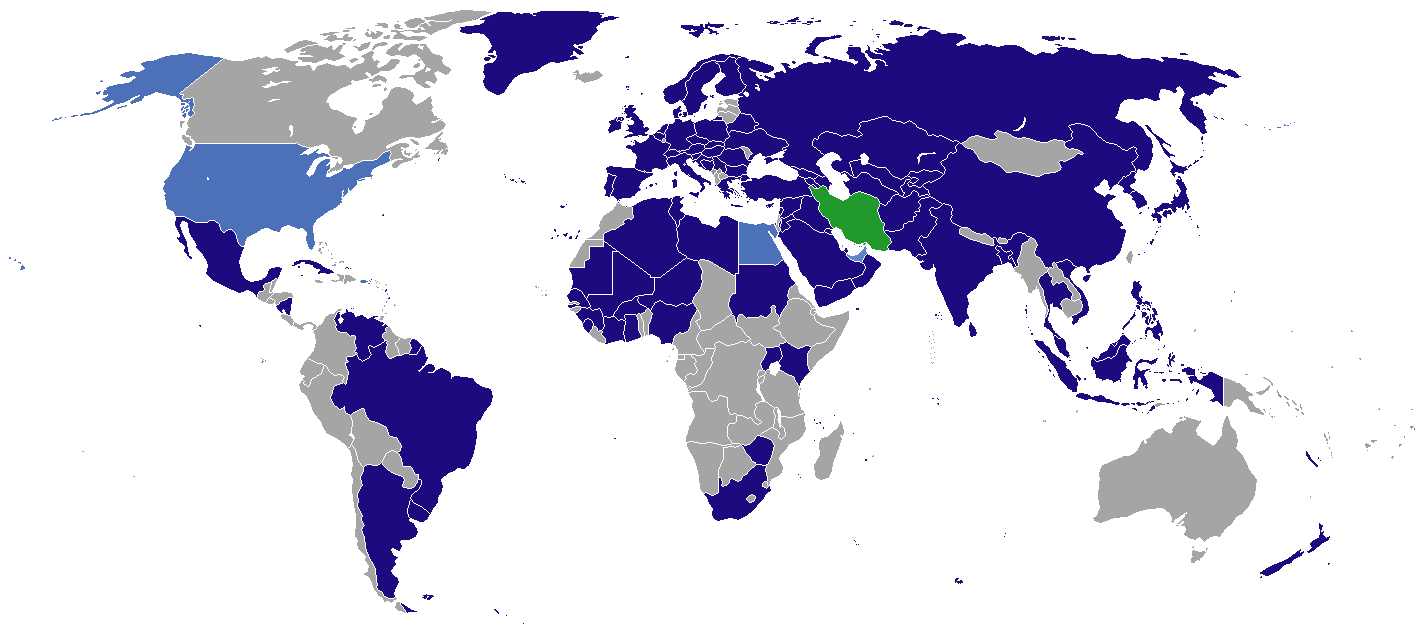
خريطة البعثات الدبلوماسية في إيران

هذه قائمة بالبعثات الدبلوماسية في إيران. هناك 99 سفارة في طهران، وتحتفظ بلدان عديدة بقنصليات في مدن إيرانية أخرى (لا تشمل القنصليات الفخرية).